# Sławomir Kordaczuk
Sławomir Kordaczuk (ur. 4 maja 1958 w Hołowczycach na Podlasiu) – polski artysta fotograf. Członek rzeczywisty i Artysta Fotoklubu Rzeczypospolitej Polskiej (AFRP). Autor książek o historii Siedlec, historii fotografii, historii regionu. Członek założyciel i prezes Zarządu siedleckiego Klubu Kolekcjonerów. Członek siedleckiej Grupy Twórczej Fotogram.

## Życiorys
Sławomir Kordaczuk ukończył Liceum Ogólnokształcące w Janowie Podlaskim, jest absolwentem Uniwersytetu Przyrodniczo-Humanistycznego w Siedlcach oraz Uniwersytetu Jagiellońskiego w Krakowie. Od wielu lat mieszka i pracuje w Siedlcach. W 1995 roku był inicjatorem i współzałożycielem Klubu Kolekcjonerów w Siedlcach, w którym od początku do chwili obecnej pełni funkcję prezesa Zarządu KK. Jest członkiem Zarządu Oddziału Polskiego Towarzystwa Turystyczno-Krajoznawczego Podlasie. Od 2004 roku jest wicedyrektorem Muzeum Regionalnego w Siedlcach. Jest aktywnym uczestnikiem cyklicznych Międzynarodowych Plenerów Fotograficznych Podlaski Przełom Bugu oraz inicjatorem, organizatorem i kuratorem wielu wystaw fotograficznych oraz fotograficzno-historycznych, w zdecydowanej większości odnoszących się do Siedlec i okolicy. 
Sławomir Kordaczuk jest autorem i współautorem wystaw fotograficznych; indywidualnych, zbiorowych i poplenerowych – w dużej części organizowanych w ramach działalności w Grupie Twórczej Fotogram i Stowarzyszeniu Twórców Fotoklubu RP. Uczestniczy w pracach jury w konkursach fotograficznych. W 2000 roku został przyjęty w poczet członków Fotoklubu Rzeczypospolitej Polskiej Stowarzyszenia Twórców. Decyzją Komisji Kwalifikacji Zawodowych Fotoklubu RP, otrzymał dyplom potwierdzający kwalifikacje do wykonywania zawodu artysty fotografa, fotografika (legitymacja nr 143).
W 2008 roku został odznaczony Srebrnym Medalem Za Zasługi dla Rozwoju Twórczości Fotograficznej. W 2018 roku został uhonorowany Medalem „Za Zasługi dla Fotografii Polskiej” – odznaczeniem przyznawanym przez Kapitułę Fotoklubu Rzeczypospolitej Polskiej Stowarzyszenia Twórców – w 100. rocznicę odzyskania przez Polskę niepodległości. W 2020 odznaczony Brązowym Medalem „Za Fotograficzną Twórczość” – odznaczeniem ustanowionym przez Zarząd i przyznawanym przez Kapitułę Fotoklubu Rzeczypospolitej Polskiej Stowarzyszenia Twórców, w odniesieniu do obchodów 25-lecia powstania Fotoklubu RP.

## Odznaczenia
- Srebrny Medal „Za Zasługi dla Rozwoju Twórczości Fotograficznej” (2008)
- Medal „Za Zasługi dla Fotografii Polskiej” (2018)
- Brązowy Medal „Za Fotograficzną Twórczość” (2020)[12]

Źródło

## Publikacje (książki)
- Spod znaku orła. 1830–1945 (Siedlce 1994)
- Spod znaku orła. Armia Krajowa (Siedlce 1996)
- Spod znaku orła. Czas walki, czas nadziei (Siedlce 1997)
- 100 spotkań z historią. Chłopcy tamtych dni (Siedlce 1997)
- 100 spotkań z historią. Chłopcy tamtych dni. Część druga (Siedlce 1998)
- 100 spotkań z historią. Żołnierze Września (Siedlce 1999)
- 5 lat Siedleckiego Klubu Kolekcjonerów (Siedlce 2000)
- 100 spotkań z historią. Dziewczyny tamtych dni (Siedlce 2000)
- 100 spotkań z historią. Za drutami Europy (Siedlce 2001)
- 10 lat Siedleckiego Klubu Kolekcjonerów (Siedlce 2004)
- Próby niemieckiej broni V-1 i V-2 na Podlasiu wiosną 1944 roku (Siedlce 2005)
- Cegiełki historii Polski. Opowieści wojenne z Podlasia i Mazowsza (Siedlce 2005)
- Pejzaż Siedlec z „Jackiem” w tle (Siedlce 2006)
- Pejzaż Siedlec z „Jackiem” w tle (Siedlce 2007, wyd. 2 poprawione i uzupełnione)
- Podlaskim szlakiem Oddziału Partyzanckiego „Zenona” (Siedlce 2007)
- Nauczyciele i uczniowie Gimnazjum i Liceum im. B. Prusa w Siedlcach w wydarzeniach II wojny światowej (Siedlce 2008)
- Bitwa Oddziału Partyzanckiego „Zenona” w Jeziorach (Siedlce 2008)
- Jednostki Wojska Polskiego 1918–1939. Katalog pocztówek Siedleckiego Klubu Kolekcjonerów (Siedlce 2009)
- Siedlce moich ścieżek. Album fotografii (Siedlce 2009)
- Siedlecki fotograf Adolf Ganiewski (Gancwol) 1870–1942 (Siedlce 2009)[13]
- Powiat siedlecki. Przewodnik subiektywny (Warszawa 2013)
- Pejzaż Siedlec z „Jackiem” w tle (Siedlce 2014, wyd. 3 poprawione i uzupełnione)
- Album siedlecki. Historia miasta i okolic z prywatnych archiwów (Siedlce 2017)[6]

Źródło

## Publikacje (współautor książek)
- A. Glass, S. Kordaczuk, D. Stępniewska – Wywiad Armii Krajowej w walce z V-1 i V-2 (Warszawa 2000)
- S. Kordaczuk, W. Słupczyński – U progu wolności. Legiony Polskie 1914–1916 (Siedlce 2008)
- S. Kordaczuk, W. Słupczyński – 9 Pułk Artylerii Lekkiej /Dęblin-Zajezierze, Biała Podlaska, Bereza Kartuska, Siedlce/ (Siedlce 2012)
- S. Kordaczuk, B. Wróbel – Tajne bronie Hitlera. Ślad polski (Warszawa 2012)

Źródło